# Dolicharthria
Dolicharthria là một chi bướm đêm thuộc họ Crambidae. Stenia thường ghi đồng nghĩa với nó nhưng có thể là riêng biệt.

## Các loài
Các loài gồm:
- Dolicharthria aetnaealis (Duponchel, 1833)
- Dolicharthria aquirrealis (Schaus, 1940)
- Dolicharthria bruguieralis (Duponchel, 1833)
- Dolicharthria carbonalis (Warren, 1896)
- Dolicharthria cerialis (Stoll in Cramer & Stoll, 1782)
- Dolicharthria daralis (Chrétien, 1911)
- Dolicharthria desertalis Hampson, 1907
- Dolicharthria grisealis (Hampson, 1899)
- Dolicharthria hieralis (Swinhoe, 1904)
- Dolicharthria intervacatalis (Christoph, 1877)
- Dolicharthria lubricalis (Dognin, 1905)
- Dolicharthria mabillealis (Viette, 1953)
- Dolicharthria metasialis (Rebel, 1916)
- Dolicharthria modestalis (Saalmüller, 1880)
- Dolicharthria paediusalis (Walker, 1859)
- Dolicharthria phaeospilalis (Hampson, 1907)
- Dolicharthria psologramma (Meyrick, 1937)
- Dolicharthria punctalis (Denis & Schiffermüller, 1775)
- Dolicharthria retractalis (Hampson, 1912)
- Dolicharthria retractalis (Hampson, 1917)
- Dolicharthria signatalis (Zeller, 1852)
- Dolicharthria stigmosalis (Herrich-Schäffer, 1848)
- Dolicharthria tenebrosalis (Rothschild, 1915)
- Dolicharthria tenellalis (Snellen, 1895)
- Dolicharthria triflexalis (Gaede, 1916)

Các loài trước đây
- Dolicharthria heringi (Rebel, 1939)

## Cước chú
1. ↑  "GlobIZ search". Global Information System on Pyraloidea. Truy cập ngày 13 tháng 10 năm 2011.
2. 1 2  See references in Savela (2009)